# Schleching
Schleching es un municipio situado en distrito de Traunstein, en el estado federado de Baviera (Alemania). Tiene una población estimada, a fines de 2022, de 1885 habitantes.
Está ubicado al sureste del estado, en la región de Alta Baviera, en la ladera de los Alpes cerca de la orilla del lago Chiem, y de la frontera con Austria.